# Gosibius mulaiki
Gosibius mulaiki är en mångfotingart som beskrevs av Chamberlin 1938. Gosibius mulaiki ingår i släktet Gosibius och familjen stenkrypare. Inga underarter finns listade i Catalogue of Life.